# Јована Балашевић
Јована Балашевић (Будимпешта, 3. децембар 1980) српска је филмска, телевизијска и позоришна глумица.

## Биографија
Јована Балашевић рођена је у Будимпешти 3. децембра 1980. године као најстарија ћерка познатог кантаутора Ђорђа Балашевића и његове супруге Оливере. Похађала је средњу балетску школу, а после треће године уписала је Академију уметности у Новом Саду. Студирала је у класи Мише Јанкетића. На сцени Српског народног позоришта почела је да игра хонорарно 2000. године, а 2008. је примљена у стални ансамбл.

## Улоге

### Позоришне представе
| Наслов                               | Улога                                    | Редитељ             | Позориште                   | Премијера           |
| ------------------------------------ | ---------------------------------------- | ------------------- | --------------------------- | ------------------- |
| Програм уживо                        |                                          | Славенко Салетовић  | Култ театар                 | 10. октобар 2001.   |
| Dies irae                            | Марта                                    | Љубослав Мајера     | Културни центар Новог Сада  | 23. децембар 2001.  |
| Казанова                             | Катрин                                   | Ђурђа Тешић         | Српско народно позориште    | 12. фебруар 2002.   |
| Раванград                            | Марица Микошић                           | Дејан Мијач         | Српско народно позориште    | 17. децембар 2002.  |
| Џандрљив муж или Која је добра жена? | Лепосава (од сезоне 2014/15)             | Радоје Чупић        | Српско народно позориште    | 4. март 2005.       |
| Електра                              | Електра                                  | Михаило Јанкетић    | Српско народно позориште    | 4. април 2005.      |
| Инстант сексуално васпитање          | Жак                                      | Југ Радивојевић     | Позориште младих            | 8. април 2005.      |
| Ујкин сан                            | Зинаида Афанасијевна (од сезоне 2014/15) | Егон Савин          | Српско народно позориште    | 6. октобар 2006.    |
| Ја или неко други                    |                                          | Кокан Младеновић    | Српско народно позориште    | 23. март 2007.      |
| Пепељуга                             | Пепељуга                                 | Радоје Чупић        | Позориште младих            | 30. септембар 2007. |
| Чекајући Годоа                       |                                          | Јелена Балашевић    | Српско народно позориште    | 23. октобар 2007.   |
| Скочиђевојка                         |                                          | Кокан Младеновић    | Српско народно позориште    | 4. новембар 2007.   |
| Полиција или чему све ово            | Жена провокатора                         | Петар Јовановић     | Српско народно позориште    | 14. мај 2008.       |
| Је ли било кнежеве вечере?           | Госпођица Ћирићева                       | Вида Огњеновић      | Српско народно позориште    | 8. октобар 2008.    |
| Мирис кише на Балкану                | Рики                                     | Ана Радивојевић     | Опера и театар Мадленијанум | 12. април 2009.     |
| Ћелава певачица                      | Као госпођа Смит                         | Јелена Балашевић    | Српско народно позориште    | 10. децембар 2009.  |
| Зојкин стан                          | Марија Никифоровна                       | Дејан Мијач         | Српско народно позориште    | 20. април 2011.     |
| Сеобе                                | Ана                                      | Вида Огњеновић      | Српско народно позориште    | 24. новембар 2011.  |
| Парастос у белом                     |                                          | Петар Јовановић     | Српско народно позориште    | 14. децембар 2011.  |
| Тајна Грете Гарбо                    | Линда                                    | Ђурђа Тешић         | Опера и театар Мадленијанум | 25. фебруар 2012.   |
| Оставите поруку или Бегунци          | Ана                                      | Вида Огњеновић      | Српско народно позориште    | 9. мај 2014.        |
| Виолиниста на крову                  | Хаве                                     | Атила Береш         | Српско народно позориште    | 23. мај 2015.       |
| Родољупци                            | Зеленићка                                | Радоје Чупић        | Српско народно позориште    | 12. април 2018.     |
| Доплер                               | Разредна                                 | Александар Поповски | Српско народно позориште    | 25. октобар 2018.   |

### Филмографија
|                   | 2000▼ | 2010▼ | 2020▼ | Укупно |
| ----------------- | ----- | ----- | ----- | ------ |
| Дугометражни филм | 1     | 1     | 2     | 4      |
| ТВ филм           | 0     | 0     | 0     | 0      |
| ТВ серија         | 2     | 7     | 7     | 16     |
| Кратки филм       | 0     | 0     | 0     | 0      |
| Укупно            | 3     | 8     | 9     | 20     |

| Год.       | Назив                      | Улога                   |
| ---------- | -------------------------- | ----------------------- |
| 2000-е▲    |                            |                         |
| 2004.      | Мемо                       |                         |
| 2007.      | Наша мала клиника (серија) | Лиза Љубић              |
| 2008.      | Заустави време (серија)    |                         |
| 2010-е▲    |                            |                         |
| 2010.      | Као рани мраз              | Мала Видра              |
| 2016.      | Вере и завере (серија)     | Мицка                   |
| 2016.      | Немој да звоцаш (серија)   | Ева                     |
| 2017.      | Фазони и форе (серија)     |                         |
| 2017–2018. | Убице мог оца (серија)     | Ивана Попадић           |
| 2018.      | Ургентни центар (серија)   | Ана                     |
| 2019.      | Синђелићи (серија)         | Геа                     |
| 2019–2020. | Жигосани у рекету (серија) | Менаџерка Емилија Орлић |
| 2020-е▲    |                            |                         |
| 2020.      | Војна академија (серија)   | Официр                  |
| 2020.      | Име народа                 | Ана Димитријевић        |
| 2021.      | Име народа (серија)        | Ана Димитријевић        |
| 2021.      | Швиндлери (серија)         | Антонина                |
| 2021.      | Викенд са ћалетом (серија) | Седларка                |
| 2021.      | Радио Милева (серија)      | Пословна жена           |
| 2021.      | Време зла (серија)         | Вера Катић              |
| 2022.      | Зборница (серија)          | Лидија                  |
| 2022.      | Либерта – Рађање града     |                         |

## Награде
- Награда „Предраг Пеђа Томановић“ за улогу Ане у представи Оставите поруку или Бегунци, (2015)[51]
- Повеља Федис за запажену улогу Еве у ТВ серији Немој да звоцаш (2017)[52]

## Галерија
- Фотографије Српског народног позоришта
- Ћелава певачица, написао Ежен Јонеско у режији Јелене Балашевић; Драма СНП-а, Нови Сад, 2009/10; Тања Пјевац, Јована Балашевић.
- Ћелава певачица, написао Ежен Јонеско у режији Јелене Балашевић; Драма СНП-а, Нови Сад, 2009/10; Јована Балашевић, Душан Мајкић.
- Ја или неко други, драма Маје Пелевић у режији Кокана Младеновића, СНП, Нови Сад, 2006/07.
- Оставите поруку или Бегунци Виде Огњеновић, Драма Српског народног позоришта, Нови Сад, 2013/14; Вишња Обрадовић-доле, Јована Балашевић-лево, Срђан Стојновић-изнад, Небојша Савић-поре, Милован Филиповић, Оливера Стаменковић